# Magnhild Haalke
Magnhild Camilla Haalke, née le 12 août 1885 à Vikna et morte le 8 octobre 1984  à Oslo, est une écrivaine norvégienne.

## Biographie
Elle obtient le prix Dobloug en 1980.

## Œuvres
- Allis sønn, 1935
- Åkfestet, 1936
- Dagblinket, 1937
- Trine Torgersen, 1940
- Rød haust?, 1941
- Kan vi bygge en bedre menneskeslekt?, 1946 (lecture)
- Karenanna Velde, 1946
- Kaja Augusta, 1947
- Grys saga (contient Åkfestet, Dagblinket og Rød haust?), 2 volumes, 1950
- Kvinneverden, 1954
- Serinas hus, 1955
- Munter kvinne, 1957
- Dragspill, 1958 (nouvelles)
- Kommer far i dag?, 1969
- Sol og skygge, 1971 (nouvelles)
- Mot nytt liv, 1978 (autobiographique)

## Œuvres traduites en français
- Le Fils d’Alli [« Allis sønn »], trad. de Georges Sautreau, Paris, Éditions les Écrits de France , 1946, 281 p. (BNF 32213149)